# Vitanoviće
Vitanoviće en serbe latin et Vitanoviq en albanais (en serbe cyrillique : Витановиће) est une localité du Kosovo située dans la commune/municipalité de Leposavić/Leposaviq, district de Mitrovicë/Kosovska Mitrovica. Selon des estimations de 2009 comptabilisées pour le recensement kosovar de 2011, elle compte 20 habitants, dont une majorité de Serbes.

## Géographie
Vitanoviće/Vitanoviq est située à 11 km de Leposavić/Leposaviq, sur la rive droite de la rivière Drenska reka, un affluent droit de l'Ibar. Le village fait partie de la communauté locale de Leposavić/Leposaviq.

## Histoire
Vitanoviće est mentionné pour la première fois en 1711.

## Démographie

### Évolution historique de la population dans la localité
| 1948 | 1953 | 1961 | 1971 | 1981 | 1991 | 2009 |
| ---- | ---- | ---- | ---- | ---- | ---- | ---- |
| 57   | 64   | 76   | 87   | 66   | 50   | 20   |

|  |